# Édouard Pouyat
Léonard Édouard Pouyat, né le 18 août 1813 à Limoges et mort dans la même ville le 9 août 1838, est un journaliste et écrivain français.

## Biographie
Maître d'études, il arrive à Paris en 1831 et adhère au Saint-Simonisme en soutenant les théories de Prosper Enfantin. Collaborateur au Globe, il est surtout connu pour le roman Caliban, par deux ermites de Ménilmontant rentrés dans le monde, écrit avec Charles Ménétrier (2 vol.) en 1833.
Il meurt d'une maladie de poitrine à 24 ans.

## Œuvres
- Caliban, par deux ermites de Ménilmontant rentrés dans le monde, 2 vol, 1833  — tome premier lire en ligne sur Gallica tome second lire en ligne sur Gallica
- Les Étoiles, recueil, Alexandre Johanneau, 1834 [lire en ligne]